# 펭귄 - 위대한 모험
《펭귄 - 위대한 모험》(프랑스어: La Marche de l'empereur, March Of The Penguins)은 프랑스에서 제작된 뤽 자케 감독의 2005년 다큐멘터리 영화이다. 샤를스 베르링 등이 주연으로 출연하였고 이브 다론듀 등이 제작에 참여하였다.

## 출연
- 샤를스 베르링
- 로만느 보링거
- 쥴 시트럭

## 같이 보기
- 펭귄 - 위대한 모험 2